# Night and Day (Cole Porter)
Night and Day è un brano composto da Cole Porter nel 1932 per la commedia musicale Gay Divorce, ed è una delle composizioni più celebri del cosiddetto "Great American Songbook".

## Storia
Quando il musical (ampiamente rimaneggiato, al punto da conservare pochissime canzoni dell'originale teatrale) fu convertito in un film dal titolo Cerco il mio amore (1934), con Fred Astaire e Ginger Rogers, il brano fu promosso come uno dei punti di forza della pellicola.
La canzone è diventata negli anni uno dei più famosi standard jazz, interpretato da numerosi musicisti tra cui Frank Sinatra. Una delle più recenti interpretazioni cinematografiche è  quella dell'attore-cantante John Barrowman, nel film De-Lovely - Così facile da amare (2004).
Per la creazione del noto brano, sembra che Cole Porter si sia ispirato al cielo stellato della splendida cupola del Mausoleo di Galla Placidia, durante il suo viaggio di nozze a Ravenna.

## Incisioni celebri
Il brano è stato inciso da centinaia di musicisti e cantanti. Si ricordano le interpretazioni di Frank Sinatra (la cui versione è stata usata come sigla della trasmissione Radiocity di Stefano Mensurati), Ella Fitzgerald, Billie Holiday, Cesare Siepi, Bill Evans, Shirley Bassey per l'album The bewitching miss Bassey del 1959 e Django Reinhardt, oltre che dei Temptations, versione fra l'altro utilizzata nel film What women want, inoltre hanno reinterpretato questa canzone gli U2 nel 1990, la band italiana Quintorigo nell'album In cattività del 2003 e, nel 2015, il cantante Angelo Seretti ne incide una nuova versione. Nel 2021 Lady Gaga e Tony Bennett incidono una loro versione per l'album tributo a Cole Porter Love For Sale.